# Флаг Серпуховского района
Флаг Серпуховского муниципального района  Московской области Российской Федерации — прямоугольное зелёное полотнище, разделённое (7/3 к 2/3) узкой белой полосой (1/12 ширины флага), вверху над которой жёлтый павлин с красными глазами блёстками на перьях распущенного хвоста и с красными глазами; внизу — жёлтый зубр с чёрными рогами, глазами и копытами.
Флаг разработан при участии Союза геральдистов России на основе композиции герба района.

## Интересные факты

Флаг Серпуховского района на Северном полюсе. 24 апреля 2008 года.

В апреле 2008 года флаг Серпуховского района побывал на Северном полюсе.

## См. также

Флаги муниципальных образований Серпуховского района
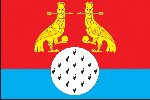
Городское поселение Оболенск
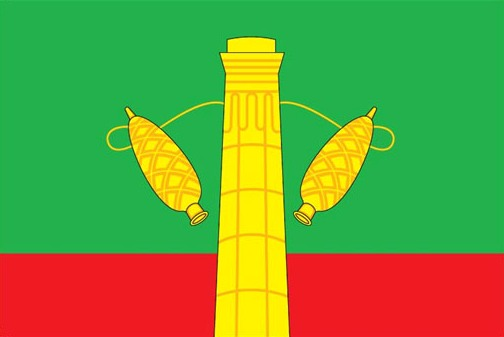
Городское поселение Пролетарский
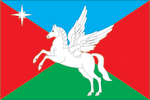
Сельское поселение Васильевское
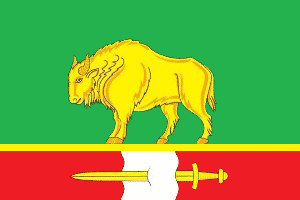
Сельское поселение Данковское
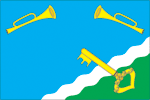
Сельское поселение Дашковское
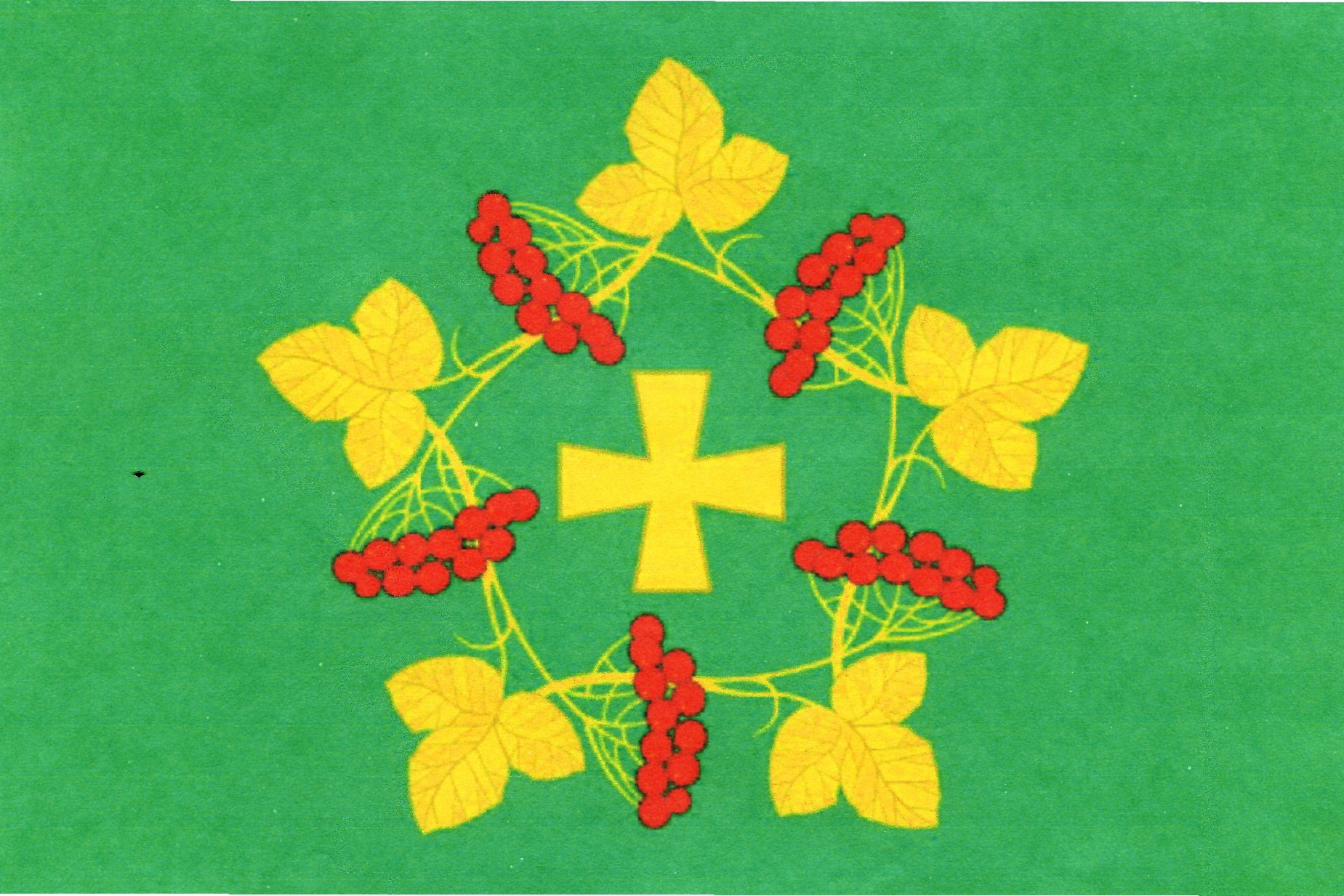
Сельское поселение Калиновское
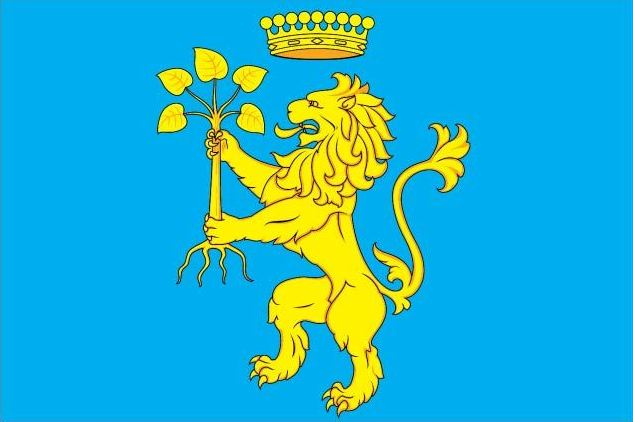
Сельское поселение Липицкое